# Toh Chin Chye
 (avril 2024).
Si vous disposez d'ouvrages ou d'articles de référence ou si vous connaissez des sites web de qualité traitant du thème abordé ici, merci de compléter l'article en donnant les références utiles à sa vérifiabilité et en les liant à la section « Notes et références ».
Toh Chin Chye (chinois simplifié : 杜进才 ; pinyin : Dù Jìncái), né le 10 décembre 1921 à Batu Gajah (Malaisie) et mort le 3 février 2012 à Singapour, est un homme d'État et universitaire singapourien qui a été premier vice-premier ministre de Singapour entre 1959 et 1968. Toh est largement reconnu comme l'un des pères fondateurs de Singapour. Il est également l'un des fondateurs du Parti d'action populaire (PAP), qui gouverne le pays sans interruption depuis son indépendance.
Toh est un membre éminent de la première génération de dirigeants politiques du pays après l'indépendance de Singapour en 1965. Il est vice-Premier ministre entre 1959 et 1968, ministre de la Science et de la Technologie entre 1968 et 1975 et ministre de la Santé entre 1975 et 1981.
Il a par ailleurs été président du Parti d'action populaire entre 1954 et 1981, leader de la Chambre entre 1959 et 1968 et vice-chancelier de l'Université de Singapour (aujourd'hui l'Université nationale de Singapour) entre 1968 et 1975.
Après que Toh démissionne du Cabinet en 1981, il continue à exercer ses fonctions de député sur les bancs d'arrière-ban.